# 牛魟
牛魟（学名：Dasyatis ushiei），又名尤氏魟、牛土魟，为魟科魟屬的鱼类。分布于日本、台湾岛等。该物种的模式产地在日本三河灣。